# 43. ceremonia wręczenia nagród David di Donatello
43. ceremonia wręczenia włoskich nagród filmowych David di Donatello odbyła się 5 lipca 1998 roku w Teatro delle Vittorie w Rzymie.

## Laureaci i nominowani
Laureaci nagród wyróżnieni są wytłuszczeniem.

### Najlepszy film
- Życie jest piękne (tytuł oryg. La vita è bella, reż. Roberto Benigni)
- Ból dorastania (tytuł oryg. Ovosodo, reż. Paolo Virzì)
- Kwiecień (tytuł oryg. Aprile, reż. Nanni Moretti)

### Najlepszy debiutujący reżyser
- Roberta Torre – Tano da morire
- Riccardo Milani – Auguri professore
- Aldo, Giovanni & Giacomo i Massimo Venier – Tre uomini i una gamba

### Najlepszy reżyser
- Roberto Benigni – Życie jest piękne (tytuł oryg. La vita è bella)
- Mario Martone – Teatro di guerra
- Paolo Virzì – Ból dorastania (tytuł oryg. Ovosodo)

### Najlepszy scenariusz
- Vincenzo Cerami i Roberto Benigni – Życie jest piękne (tytuł oryg. La vita è bella)
- Mimmo Calopresti – La parola amore esiste
- Paolo Virzì – Ból dorastania (tytuł oryg. Ovosodo)

### Najlepszy producent
- Elda Ferri i Gianluigi Braschi – Życie jest piękne (tytuł oryg. La vita è bella)
- Donatella Palermo i Loes Kamsteeg – Tano da morire
- Marco Risi i Maurizio Tedesco – Noworoczny koniec świata (tytuł oryg. L'ultimo capodanno)

### Najlepsza aktorka
- Valeria Bruni Tedeschi – La parola amore esiste
- Anna Bonaiuto – Teatro di guerra
- Valeria Golino – Akrobatki (tytuł oryg. Le acrobate)

### Najlepszy aktor
- Roberto Benigni – Życie jest piękne (tytuł oryg. La vita è bella)
- Nanni Moretti – Kwiecień (tytuł oryg. Aprile)
- Silvio Orlando – Auguri professore

### Najlepsza aktorka drugoplanowa
- Nicoletta Braschi – Ból dorastania (tytuł oryg. Ovosodo)
- Athina Cenci – I miei più cari amici
- Marina Confalone – La parola amore esiste

### Najlepszy aktor drugoplanowy
- Silvio Orlando – Kwiecień (tytuł oryg. Aprile)
- Sergio Bustric – Życie jest piękne (tytuł oryg. La vita è bella)
- Massimo Ceccherini – Fuochi d’artificio

### Najlepsze zdjęcia
- Tonino Delli Colli – Życie jest piękne (tytuł oryg. La vita è bella)
- Luca Bigazzi – Akrobatki (tytuł oryg. Le acrobate)
- Pasquale Mari – Teatro di guerra

### Najlepsza muzyka
- Nino D’Angelo – Tano da morire
- Franco Piersanti – La parola amore esiste
- Nicola Piovani – Życie jest piękne (tytuł oryg. La vita è bella)

### Najlepsza scenografia
- Danilo Donati – Życie jest piękne (tytuł oryg. La vita è bella)
- Alberto Cottignoli i Stefano Tonelli – Właściwy mężczyzna (tytuł oryg. Il testimone dello sposo)
- Luciano Ricceri – Noworoczny koniec świata (tytuł oryg. L'ultimo capodanno)

### Najlepsze kostiumy
- Danilo Donati – Życie jest piękne (tytuł oryg. La vita è bella)
- Vittoria Guaita – Właściwy mężczyzna (tytuł oryg. Il testimone dello sposo)
- Maurizio Millenotti – Il viaggio della sposa

### Najlepszy montaż
- Jacopo Quadri – Teatro di guerra
- Simona Paggi – Życie jest piękne (tytuł oryg. La vita è bella)
- Jacopo Quadri – Ból dorastania (tytuł oryg. Ovosodo)

### Najlepszy dźwięk
- Tullio Morganti – Ból dorastania (tytuł oryg. Ovosodo)
- Tullio Morganti – Życie jest piękne (tytuł oryg. La vita è bella)
- Alessandro Zanon – Kwiecień (tytuł oryg. Aprile)

### Najlepszy film krótkometrażowy
- La matta dei fiori (reż. Rolando Stefanelli)
- Asino chi legge (reż. Pietro Reggiani)
- Spalle al muro (reż. Nina Di Majo)

### Najlepszy film zagraniczny
- Goło i wesoło (tytuł oryg. The Full Monty, reż. Peter Cattaneo)
- Amistad (reż. Steven Spielberg)
- Złodziej (tytuł oryg. Wor, reż. Paweł Czuchraj)

### Nagroda David scuola
- Życie jest piękne – (tytuł oryg. La vita è bella, reż. Roberto Benigni)

### Nagroda specjalna
- Tullio Pinelli – za całokształt twórczości artystycznej